# We (映像制作会社)
株式会社We（かぶしきがいしゃ ウィー、英: We Inc.）は、2020年にアートディレクターのサンドウタカユキと映像ディレクターの福田将己の2名によって設立された日本の映像制作会社。東京都目黒区に本社を置き、モーショングラフィックス、アニメーション、3DCGを用いた映像制作を主な事業とする。
企業のブランディング映像、展示会やイベント用のオープニング映像、BtoB向けプロモーション映像、要約形式の動画などを手掛けている。2023年には台湾に現地法人「想像以上有限公司」を設立し、日台双方での制作体制を構築している。これまでにGoogle、Disney、日立建機、NHK、Pentel、EDWIN、積水ハウスなど国内外の企業案件を担当している。

## 沿革
2020年、アートディレクターのサンドウタカユキと映像ディレクターの福田将己の2名により設立された。
2023年、海外展開の一環として台湾に現地法人「想像以上有限公司」を設立し、日台双方での制作体制を構築した。

## 事業内容
主にモーショングラフィックス、アニメーション、3DCGを活用した映像制作を手がけている。具体的には、企業のブランディング映像、展示会やイベント用のオープニング映像、BtoB向けプロモーション映像、要約形式の動画などの制作を行っている。
モーショングラフィックスを専門とする制作会社として、企業の映像ニーズに対応したサービスを提供している。

##### 主な制作実績
これまでにGoogle、Disney、日立建機、NHK、Pentel、EDWIN、積水ハウスなど国内外の企業案件を担当している。
2024年には、One&Co公式サイトの2周年記念動画制作を手がけるなど、企業の周年記念映像制作も行っている。

## 組織・拠点
代表取締役は福田将己、共同創業者としてアートディレクターのサンドウタカユキが参画している。
本社は東京都目黒区上目黒に置かれており、2023年からは台湾にも拠点を設けている。
社内には研究・実験を行う「LabRoom」と呼ばれるスペースを設置している。

##### 海外展開
2023年、台湾に現地法人「想像以上有限公司」を設立し、国際展開を開始した。これにより日台双方での制作体制を構築し、アジア圏での事業拡大を図っている。

##### 業界での位置づけ
モーショングラフィックス制作を専門とする企業として、日本国内の映像制作業界において事業を展開している。
映像制作技術に関する専門的な知見を有しており、業界内での認知を得ている。
1. 1 2 3 4 5  株式会社We 公式サイト 2025年8月9日閲覧。
2. 1 2 3  株式会社We 動画幹事. 2025年8月9日閲覧。
3. 1 2 3 4  台湾に子会社「想像以上有限公司」を設立 PR TIMES. 2025年8月9日閲覧。
4. 1 2 3  株式会社We インタビュー記事 仕事博士. 2025年8月9日閲覧。
5. ↑  株式会社We Hatch. 2025年8月9日閲覧。
6. 1 2  【Who We Are?】 創業者 福田 Interview 株式会社We note. 2025年8月9日閲覧。
7. 1 2  モーショングラフィックス制作会社について Lumii. 2025年8月9日閲覧。
8. ↑  モーショングラフィックを入り口に世界への扉を開け 株式会社We note. 2025年8月9日閲覧。
9. ↑  One&Co公式サイト 2周年記念動画制作事例 PR TIMES. 2025年8月9日閲覧。
10. ↑  映像制作技術について Agaru.tech. 2025年8月9日閲覧。